# Agarens
Agarens és un gentilici el significat del qual ha anat evolucionant amb el pas dels segles. En la Bíblia hebrea i l'Antic Testament, correspon a un poble no israelita descendent d'Ismael, fill d'Abraham amb Agar, servidora egípcia de Sara. A finals de l'antiguitat tardana i principis de l'edat mitjana, els romans d'Orient l'empraren per referir-se als primers invasors àrabs de Mesopotàmia, el Llevant i Egipte. Posteriorment, el seu significat es feu extensiu a tots els pobles musulmans, incloent-hi els turcs, els kurds i els perses, mentre que el seu ús s'estengué arreu del món cristià, incloent-hi Catalunya, on existia en paral·lel amb denominacions com sarraïns o moros. Aquest gentilici encara es fa servir ocasionalment avui en dia en fonts que versen sobre el període medieval.